# ラブレター (THE BLUE HEARTSの曲)
「ラブレター」は、日本のロックバンド、THE BLUE HEARTSの通算7枚目のシングル。

## 解説
3rdアルバム『TRAIN-TRAIN』からのリカット。
2004年、KDDI（au）のCMソングに起用される。
2006年、映画『ラブレター 蒼恋歌』の挿入歌に起用される。
2010年、この年の春季キャンプ中に死亡した小瀬浩之の追悼の意味を込め、オリックス・バファローズ応援団が試合開始前に行う通常の応援練習の後に、小瀬が登場曲として使用していた「電光石火」を追加して演奏することとなった。

## 収録曲
1. ラブレター
（作詞・作曲: 甲本ヒロト） 
バラードでは初のシングル。演奏ではオーケストレーションがふんだんに使われている。プロモーションビデオはハワイで撮影された。
2. 電光石火
（作詞・作曲: 甲本ヒロト）
ライブ発表当初は後半にもう1コーラスあったが、ツアー途中で大幅にカットされそのままCD化された。

## カバー
ラブレター
- ロリータ18号 - 1999年、アルバム『ヤリタミン』でカバー。
- つじあやの - 2004年、アルバム『Cover Girl』でカバー。
- 白羽玲子 - 2005年、シングル「ラブレター」でカバー。
テレビ朝日系ドラマ『特命係長 只野仁』の2ndシーズンの主題歌。
- もう中学生 - 2022年12月30日放送『クイズ☆正解は一年後』（TBSテレビ）内にてカバー。
2023年1月1日に配信リリースされるトリビュート・アルバム『ザ・ブルーハーツ クイズ☆正解は一年後 トリビュート』に収録[1]。